# عجز التعلم
عجز التعلم (أو صعوبات التعلم) هو مصطلح عام يصف التحديات التي تواجه الأطفال ضمن عملية التعلم، وبعض العمليات المتصلة بالتعلم كالفهم، أو التفكير، أوالإدراك، أوالانتباه، أو القراءة «عسر القراءة»، أو الكتابة، أو التهجي، أو النطق، أو إجراء العمليات الحسابية أو في المهارات المتصلة بكل من العمليات السابقة، وتتضمن حالات صعوبات التعلم ذوي الإعاقة العقلية والمضطربين انفعاليا والمصابين بأمراض وعيوب السمع والبصر وذوي الإعاقات بشرط أن لا تكون تلك الإعاقة هي سبب الصعوبة لديه.

## تعريفات

### تعريف جمعية أطفال صعوبات التعلم
حالة مزمنة تؤثر سلبا وبشكل انتقائي على النمو والتكامل، كما أنها تؤثر على القدرات اللفظية وغير اللفظية، أو على إحداهما فقط، وتنشأ صعوبات التعلم المحددة كحالة إعاقة مميزة، وتختلف في مظهرها، وفي درجة حدتها، وتؤثر هذه الحالة على الفرد، وعلى تقديره لذاته، وعلى مستوى تعليمه، وأدائه الوظيفي، وأنشطة الحياة اليومية. وتوصلت الجمعية أن مسمى صعوبات التعلم أفضل من استخدام التعاقدات الأخرى مثل إصابة الدماغ أو الخلل الوظيفي الدماغي البسيط أو المسميات المحددة مثل عسر الكلام أو الحسبة الرياضية.

### التعريف الطبي
يركز التعريف الطبي لصعوبات التعلم على الأسباب العضوية لمظاهر صعوبات التعلم والتي تمثلت في الخلل العصبي أو تلف الدماغ.

### التعريف التربوي
يركز هذا التعريف على نمو القدرات العقلية بطريقة غير منتظمة كما يركز على مظاهر القصور الأكاديمي للطفل، والتي تتمثل في العجز عن تعلم اللغة والقراءة[بحاجة لمصدر] والكتابة والتهجئة، والتي لا تعود إلى إعاقة عقلية أو حسية، كما ويركز التعريف على التباين بين التحصيل الأكاديمي والقدرة العقلية للفرد.

## الأطفال ذوي الصعوبات الخاصة بالتعلم
هم الأطفال الذين يعانون من قصور في واحدة أو أكثر من العمليات النفسية الأساسية التي تدخل في فهم أو استخدام اللغة المنطوقة أو المكتوبة ويظهر هذا القصور في نقص القدرة على الاستماع أو الكلام أو القراءة أو الكتابة أو الهجاء أو أداء العمليات الحسابية.

### الحالات التي تؤدي إلى صعوبات في عملية التعلم

#### التلف الدماغي
إذا كان الطفل يعاني من تشتت الانتباه ويعاني من صعوبة التركيز فهذا يكون راجع إلى تلف الدماغ أو ما يصيب الدورة الدموية من مشاكل أو من بعض العمليات الكيميائية التي تحدث في جسم الإنسان بشكل غير طبيعي ، وبشكل خارج عن المألوف فتكون بمستوى مرتفع أو منخفض أكثر من المعتاد الأمر الذي يؤثر على نمو الجهاز العصبي عند الجنين خلال الحمل أو الولادة ، وقد تؤثر على الدماغ فتصيبه إصابات مباشرة تؤثر على نموه، وقد تلحق بدماغه إصابات معينة نتيجة تعرضه للإصابة بالحمى المرتفعة أو لحاله من حالات التسمم ، ويمكن أن يتلف الدماغ نتيجة تعاطي عقاقير وأدوية لأمراض معينة.

#### عوامل الوراثة
ترى معظم الدراسات التي تناولت صعوبات التعلم أن ما نسبته 25% إلى 40% من الأطفال واليافعين ممن يعانون من صعوبات التعلم قد انتقلت إليهم بفعل عامل الوراثة، فقد يعاني الأخوة والأخوات داخل العائلة من صعوبات مماثلة وقد توجد عند العم والعمة أو الخال والخالة أو عند أبنائهم وبناتهم، وهناك دراسات أجريت على العائلات وعلى التوائم أن العامل الوراثي هو العامل الهام في حصول هذه الصعوبات واحتمال يتزايد عند من لهم أقرباء يعانون من مثلها، وإذا عانى منها أحد التوأمين كان احتمال إصابة التوأم الثاني بها كبيراً، ويقل هذا الاحتمال عند الأخ بالرضاعة ، ومع أن هذا النموذج بالإصابة يبدو واضحاً بين أفراد العائلة إلا أن الأثر الوراثي في ذلك لم يتضح بعد.

## نسبة انتشار عسر تعلم القراءة عند الأطفال
تختلف من دراسة لأخرى ومن بلد لأخر وايضا تختلف حسب اللغة. بعض اللغات مثل الفرنسية أو الإنجليزية أكثر صعوبة في التعلم عند الأطفال الذين يعانون من عسر تعلم القراءة. وترى معظم الدراسات التي اهتمت بالأطفال ذوي صعوبات التعلم بأن نسبة انتشار هذه الإعاقة هي حوالي %5 من أي مجتمع. وتتغير نسبة انتشار عسر القراءة من %1 إلى %12 في المائة، فمثلا تبلغ هاته النسبة:
- في الولايات المتحدة[2] %5
- في فرنسا[3] %12.7

## تأثيرات عجز التعلم
إن أثر المعاناة من عجز التعلم ليس محصوراً على النتيجة التعليمية أو ما يتعلمه المرء حيث أن الأشخاص الذين يعانون من عجز التعلم يمكن أن يواجهوا مشكلات اجتماعية أيضاً. ويمكن أن تؤثر الفروقات الذهنية والنفسية على كيفية التعامل مع الزملاء والمعارف. يقول الباحثون الأشخاص ذوي مشكلة عجز التعليم لايعانون فقط من الأثار السلبية الناتجة عن الفروقات التعليمية، ولكن أيضاً بسبب وصمهم بهذا الوصم المؤلم. وبشكل عام من الصعب تحديد دقة وكفأة الخدمات التعليمية الخاصة بسبب عدم توفر البيانات الكافية. وتوضح الأبحاث الحديثة أن المراهقين الذين يعانون من عجز التعلم يحصلون على تعليم أسوء من أولئك الذين يبدؤن الدراسة في الوقت نفسه ويكونون في مستوى التعليمي نفسه وبسلوك مشابه. قد يبدو أن هذا يكون ناتج بشكل جزئي عن التوقعات المنخفضة من المعلمين حيث توضح البيانات أن المعلمين يتوقعون من طلابهم ذوي مشكلة عجز التعلم ما لا يتوافق مع مستواهم الأكاديمي (وهذا واضح من نتائج الامتحانات وطرق التعلم).فهناك علاقة قوية بين الأطفال الذين يعانون من عجز التعلم وبين قدرتهم التعليمية وقدرتهم على تحصيل المعلومات.
هناك العديد من الدراسات المهتمة بالعلاقة بين عجز التعلم والثقة بالنفس، وتوضح هذه الدراسات أن إدراك الشخص لما يعانيه من صعوبات بالتعلم تؤثر بكل واضح على ثقته بنفسه. فغالباً ما يبدو الطلاب الذين يملكون رؤية إيجابية لمستواهم التعليمي واثقين من أنفسهم بشكل أكبر بكثير من أقرانهم بغض النظر عن إنجازتهم التعليمية الفعلية. ولكن قد أوضحت الدراسات أيضاً أن هناك عوامل عدة يمكن أن تؤثر على الثقة بالنفس، فعلى سبيل المثال الأنشطة غير التعليمية مثل الألعاب الرياضية أو الفنون يمكن أن تؤثر بشكل كبير على الثقة بالنفس، بالإضافة إلى النظرة الإجابية للمظهر الخارجي، كل هذه الأشياء يمكن أن تكون ذات تأثير إيجابي كبير على ثقة الشخص بنفسه. يستطيع الطلاب الذين يعانون من عجز التعلم التفرقة بين الفطنة الأكاديمية والقدرة الفكرية. لذا فهذا يوضح أن الطلاب الذين يدركون حدودهم الأكاديمية ولكنهم أيضاً مدركين لقدرتهم على النجاح في أشياء أخرى يرون أنفسهم أنهم أشخاص ذوو قدرة فكرية مما يزيد من ثقتهم بأنفسهم.

## التطبيقات التربوية لفئة ذوي الصعوبات الخاصة بالتعلم
- توفير أعضاء أساسيون مؤهلون مدربون على العمل في هذه الفئة.
- توفير فريق مختص لعلاج هذه الفئة من الأطفال.
- وضع تصاميم واختبارات التي يمكن العمل من خلالها بحيث وضع اختبارات يخضع لها الأطفال لبيان مدى تفاعلهم مع العلاج.
- توفير الرعاية الخاصة وتوفير المكان الذي يتوفر فيه كل الاحتياجات هذه الفئة ويجب أيضًا وضع أحدث الأجهزة التي تساعد على سرعة تعلمهم.

## التطبيقات التربوية لفئة الأطفال الأسوياء
- التدريب فعن طريق كثرة التدريب يمكن للطفل أن يشعر بسهولة عملية التعليم.
- التدرج في عملية التعلم بحيث أن يبدأ الشرح من السهل إلى الأصعب فهذا يساعد على سرعة الفهم.
- استخدام وسائل تعليمية ممتعه ومثيره بحيث تجذب انتباه الطالب.
- استخدام الألعاب لتسلية الأطفال فالألعاب تجذب انتباهه وتجعله يحب عملية التعليم.
- استخدام أسلوب الترغيب وعدم استخدام أسلوب الترهيب.

## وصلات خارجية
- عجز التعلم على مشروع الدليل المفتوح
- المركز الوطني لعجز التعلم (بالإنجليزية)